# Afrikanische Rallye-Meisterschaft
Die Afrikanische Rallye-Meisterschaft (offiziell FIA African Rally Championship) wird ohne Unterbrechung seit 1981, unter Aufsicht der FIA, auf dem Afrikanischen Kontinent und Madagaskar ausgetragen. 
In ihrem zweiten Jahr wurde die Serie vom Deutschen Walter Röhrl mit einem Opel Ascona 400 gewonnen, der im selben Jahr auch die Rallye-Weltmeisterschaft (Fahrerwertung) auf seinen Namen schrieb. Walter Röhrl ist damit der einzige Deutsche Sieger der Rallye. Rekordsieger ist Satwant Singh, aus Sambia, mit acht Gesamtsiegen.
Zugelassen sind für die Rallyserie sind Rallyefahrzeuge der Super-2000-Klasse und der Gruppe N. In der Saison 2012 standen insgesamt elf Wertungsläufe in verschiedenen Ländern des afrikanischen Kontinents auf dem Terminkalender. Die bekanntesten Rallyes der Afrikanischen Rallye-Meisterschaft sind die Rallye Safari, die Rallye Tansania, die Rallye Madagaskar und die Rallye Elfenbeinküste. Weitere sind seit dem Jahr 2000 die Rwanda Mountain Gorilla Rally und seit 2023 (2022 Kandidat) die Rallye International du Burundi.

## Gesamtsieger
| Jahr | Fahrer                 | Beifahrer             | Marke und Modell                      |
| ---- | ---------------------- | --------------------- | ------------------------------------- |
| 1981 | Shekhar Mehta          | Mike Doughty          | Datsun Violet GT                      |
| 1982 | Walter Röhrl           | Christian Geistdörfer | Opel Ascona 400                       |
| 1983 | Alain Ambrosino        | Daniel Le Saux        | Peugeot 504                           |
| 1984 | David Horsey           | David Williamson      | Peugeot 504                           |
| 1985 | Luc Requile            | Martine Delervelle    | Opel Manta i200                       |
| 1986 | Alain Ambrosino        | Daniel Le Saux        | Nissan 240RS                          |
| 1987 | Alain Ambrosino        | Daniel Le Saux        | Nissan 200SX                          |
| 1988 | Satwant Singh          | Luc Verhurst          | Opel Manta 400 u. VW Golf GTI 16V     |
| 1989 | Satwant Singh          | Surinder Thatthi      | VW Golf GTI 16V                       |
| 1990 | Walter Costa           | Rudi Cantanhede       | Peugeot 205 GTI                       |
| 1991 | Satwant Singh          | John Mitchell         | Toyota Celica GT-Four                 |
| 1992 | Aldo Riva              | Enrico Roveda         | Audi 90 quattro                       |
| 1993 | Satwant Singh          | Enrico Roveda         | Toyota Celica Turbo 4WD               |
| 1994 | Abe Smith              | Les Wild              | Audi 90 quattro                       |
| 1995 | Fritz Flachberger      | Wicus Bruwer          | Ford Escort RS Cosworth               |
| 1996 | Satwant Singh          | Surinder Thatthi      | Subaru Impreza WRX u. Hyundai Elantra |
| 1997 | Satwant Singh          | Surinder Thatthi      | Subaru Impreza WRX                    |
| 1998 | Satwant Singh          | Surinder Thatthi      | Subaru Impreza Estate                 |
| 1999 | Charles Muhanji        | Steve Byaruhanga      | Toyota Celica Turbo 4WD               |
| 2000 | Satwant Singh          | Mutumbi Goma          | Subaru Impreza 555                    |
| 2001 | Schalk Burger          | Piet Swanepoel        | Subaru Impreza WRX                    |
| 2002 | Johnny Gemmel          | Robert Paisely        | Subaru Impreza WRX                    |
| 2003 | Fernando Rueda         | Martin Botha          | Mitsubishi Lancer Evo                 |
| 2004 | Muna Singh             | David Sihoka          | Subaru Impreza WRX                    |
| 2005 | Muna Singh             | David Sihoka          | Subaru Impreza WRX                    |
| 2006 | Patrick Emontspool     | Alain Robert          | Subaru Impreza WRX STI                |
| 2007 | Conrad Rautenbach      | David Sihoka          | Subaru Impreza WRX                    |
| 2008 | Hideaki Miyoshi        | Hakaru Ichino         | Mitsubishi Lancer Evo IX              |
| 2009 | James Whyte            | Phil Archenoul        | Subaru Impreza WRX                    |
| 2010 | James Whyte            | Phil Archenoul        | Subaru Impreza WRX                    |
| 2011 | Conrad Rautenbach      | Nicolas Klinger       | Ford Fiesta S2000 / Subaru Impreza    |
| 2012 | Mohammed Essa          | Greg Stead            | Subaru Impreza WRX                    |
| 2013 | Jassy Singh            | David Sihoka          | Subaru Impreza WRX STI                |
| 2014 | Gary Chaynes           | Romain Comas          | Mitsubishi Lancer Evo IX              |
| 2015 | Jaspreet Singh Chatthe | Craig Thorley         | Mitsubishi Lancer Evo IX              |
| 2016 | Don Smith              | Bob Kaugi             | Subaru Impreza WRX                    |
| 2017 | Manvir Baryan          | Drew Sturrock         | Skoda Fabia R5                        |
| 2018 | Manvir Baryan          | Drew Sturrock         | Skoda Fabia R5                        |
| 2019 | Manvir Baryan          | Drew Sturrock         | Skoda Fabia R5                        |
| 2020 | abgesagt               | abgesagt              | abgesagt                              |
| 2021 | Carl Tundo             | Jessop Tim            | Volkswagen Polo                       |
| 2022 | Leeroy Gomes           | Urshlla Gomes         | Ford                                  |
| 2023 | Karan Patel            | Tauseef Khan          | Ford                                  |